# Тока (Колумбия)
Тока (исп. Toca) — город и муниципалитет в центральной части Колумбии, на территории департамента Бояка. Входит в состав Центральной провинции.

## История
Поселение, из которого позднее вырос город, было основано в 1555 году. Муниципалитет Тока был выделен в отдельную административную единицу в 1777 году

## Географическое положение

Муниципалитет Тока

Город расположен в центральной части департамента, в гористой местности Восточной Кордильеры, на берегах реки Тока, на расстоянии приблизительно 16 километров к востоку-северо-востоку (ENE) от города Тунха, административного центра департамента. Абсолютная высота — 2761 метр над уровнем моря.
Муниципалитет Тока граничит на севере с территорией муниципалитета Тута, на востоке — с муниципалитетом Песка, на юге — с муниципалитетами Сьячоке, на западе — с муниципалитетами Чивата. Площадь муниципалитета составляет 165 км².

## Население
По данным Национального административного департамента статистики Колумбии, совокупная численность населения города и муниципалитета в 2015 году составляла 10 157 человек.
Динамика численности населения муниципалитета по годам:
| 2005   | 2006   | 2007   | 2008   | 2009   | 2010   | 2011   | 2012   | 2013   | 2014   | 2015   |
| ------ | ------ | ------ | ------ | ------ | ------ | ------ | ------ | ------ | ------ | ------ |
| 10 561 | 10 538 | 10 501 | 10 465 | 10 430 | 10 394 | 10 350 | 10 300 | 10 260 | 10 203 | 10 157 |

Согласно данным переписи 2005 года мужчины составляли 51,2 % от населения Токи, женщины — соответственно 48,8 %. В расовом отношении белые и метисы составляли 99,7 % от населения города; негры, мулаты и райсальцы — 0,3 %.
Уровень грамотности среди всего населения составлял 89,8 %.

## Экономика
50,7 % от общего числа городских и муниципальных предприятий составляют предприятия сферы обслуживания, 44,6 % — предприятия торговой сферы, 3,9 % — промышленные предприятия, 0,8 % — предприятия иных отраслей экономики.